# Ledamot
Ledamot är bland annat en person som tilldelats eller valts till ett uppdrag att vara representant för en större grupp människor i en styrelse eller liknande beslutande organ. 
Ledamöter utses i politiska sammanhang genom allmänna val eller bland medlemmar/ägare i en organisation. De omfattas inte av kollektivavtal, men uppdragens trygghetsregler och ersättningsnivåer fastställs av den instans som äger rätten att fatta beslut. 
Förtroendemannalagen omfattar ledamöter i offentliga uppdrag på arbetsmarknaden. De äger därmed rätt till tjänstledighet för utförande av uppdraget under vissa omständigheter.